# Чьяпа-де-Корсо (муниципалитет)
Чьяпа-де-Корсо (исп. Chiapa de Corzo) — муниципалитет в Мексике, штат Чьяпас, с административным центром в одноимённом городе. Численность населения, по данным переписи 2020 года, составила 112 075 человек.

## Общие сведения
Название Chiapa de Corzo составное: Chiapa с астекского языка — река под горой, и Corzo — дано в честь губернатора штата Чьяпас 1855—1861 годов — Анхеля Альбино Корсо.
Площадь муниципалитета равна 789 км², что составляет 1,1 % от площади штата, а наиболее высоко расположенное поселение Эль-Окоте, находится на высоте 1463 метра.
Он граничит с другими муниципалитетами Чьяпаса: на севере с Сояло, на востоке с Истапой, Синакантаном, Акалой и Эмилиано-Сапатой, на юго-востоке с Венустьяно-Карранса, на юге с Эль-Парралем, на западе с Вильяфлоресом, Сучьяпой и Тустла-Гутьерресом, на северо-западе с Осумасинтой.

## Учреждение и состав
Муниципалитет был образован в 1883 году, по данным 2020 года в его состав входит 327 населённых пунктов, самые крупные из которых:
| Код INEGI                  | Населённый пункт                                                                               | Численность населения (2005 год) | Численность населения (2010 год) | Численность населения (2020 год) |
| -------------------------- | ---------------------------------------------------------------------------------------------- | -------------------------------- | -------------------------------- | -------------------------------- |
| 027                        | Всего                                                                                          | 73552                            | 87603                            | 112075                           |
| 0001                       | Чьяпа-де-Корсо (исп. Chiapa de Corzo) 16°42′29″ с. ш. 93°00′57″ з. д. (административный центр) | 37627                            | 45077                            | 55931                            |
| 0622                       | Хардинес-дель-Грихальва (исп. Jardínes del Grijalva) 16°43′50″ с. ш. 93°02′00″ з. д.           | —                                | 2881                             | 7992                             |
| 0045                       | Хулиан-Грахалес (исп. Julián Grajales) 16°29′20″ с. ш. 92°58′18″ з. д.                         | 2247                             | 2394                             | 2661                             |
| 0080                       | Сальвадор-Урбина (исп. Salvador Urbina) 16°38′07″ с. ш. 93°00′13″ з. д.                        | 1463                             | 1653                             | 2257                             |
| 0069                       | Эль-Пальмар (Сан-Габриэль) (исп. El Palmar (San Gabriel)) 16°50′42″ с. ш. 93°00′51″ з. д.      | 1434                             | 1477                             | 1748                             |
| 0035                       | Галесио-Нарсия (исп. Galecio Narcía) 16°35′13″ с. ш. 93°01′13″ з. д.                           | 1393                             | 1553                             | 1744                             |
| 0093                       | Лас-Флечас (исп. Las Flechas) 16°41′51″ с. ш. 93°01′21″ з. д.                                  | 1364                             | 1579                             | 1659                             |
| 0042                       | Игнасио-Альенде (исп. Ignacio Allende) 16°31′33″ с. ш. 92°59′31″ з. д.                         | 1133                             | 1396                             | 1655                             |
| 0112                       | Венустиано-Карранса (исп. Venustiano Carranza) 16°53′46″ с. ш. 93°00′19″ з. д.                 | 1199                             | 1301                             | 1605                             |
| —                          | Прочие                                                                                         | 25692                            | 28292                            | 34823                            |
| Названия на карте Генштаба |                                                                                                |                                  |                                  |                                  |

## Экономическая деятельность
По статистическим данным 2000 года, работоспособное население занято по секторам экономики в следующих пропорциях:
- сельское хозяйство, скотоводство и рыбная ловля — 35,6 %;
- промышленность и строительство — 20,7 %;
- торговля, сферы услуг и туризма — 41,3 %;
- безработные — 2,4 %.

#### Сельское хозяйство
Выращиваемые культуры: кукуруза, арахис, сорго и хлопок, а также овощи и фрукты.

#### Животноводство
В муниципалитете разводится крупный рогатый скот, свиньи, домашняя птица, а также развито пчеловодство.

#### Рыболовство
На реке Грихальва осуществляется вылов тилапии и сома.

#### Промышленность
Существуют предприятия группы Nestle, фанерное производство и кирпичный завод.

#### Торговля
В муниципалитете есть множество мелких магазинов, реализующих разнообразные товары.

## Инфраструктура
По статистическим данным 2020 года, инфраструктура развита следующим образом:
- электрификация: 99 %;
- водоснабжение: 55,8 %;
- водоотведение: 98,1 %.

## Туризм
Основные достопримечательности:
- фонтан колониального периода в стиле барокко;
- церковь Святого Доминго Гусмана, основанная в 1572 году;
- монастырь и церковь Святого Себастьяна, построенный во второй половине XVI века;
- музей Лака;
- водопады и гроты Чорреадеро на реке Санто-Доминго.

## Галерея

Чьяпа-де-Корсо
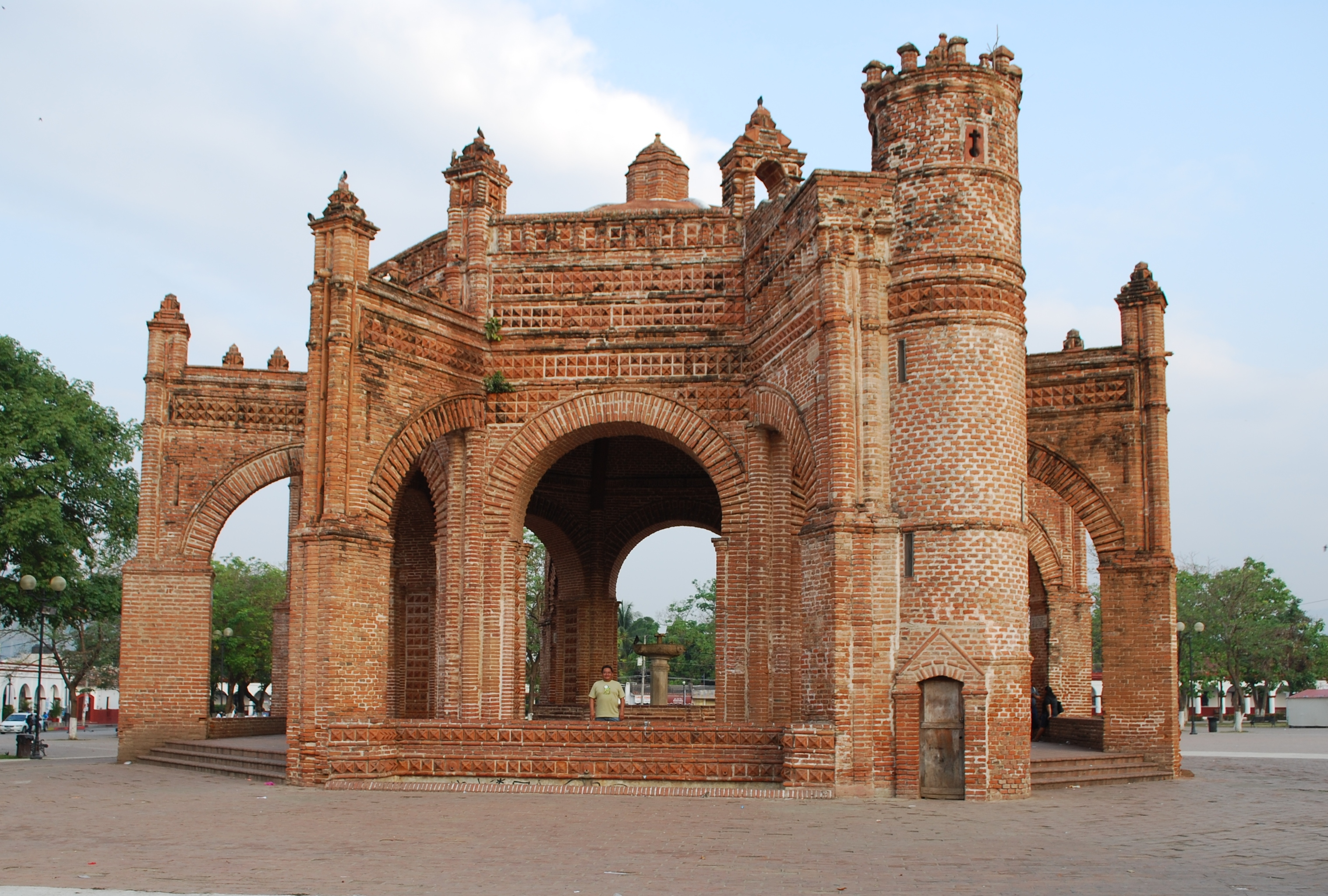
Фонтан в стиле барокко
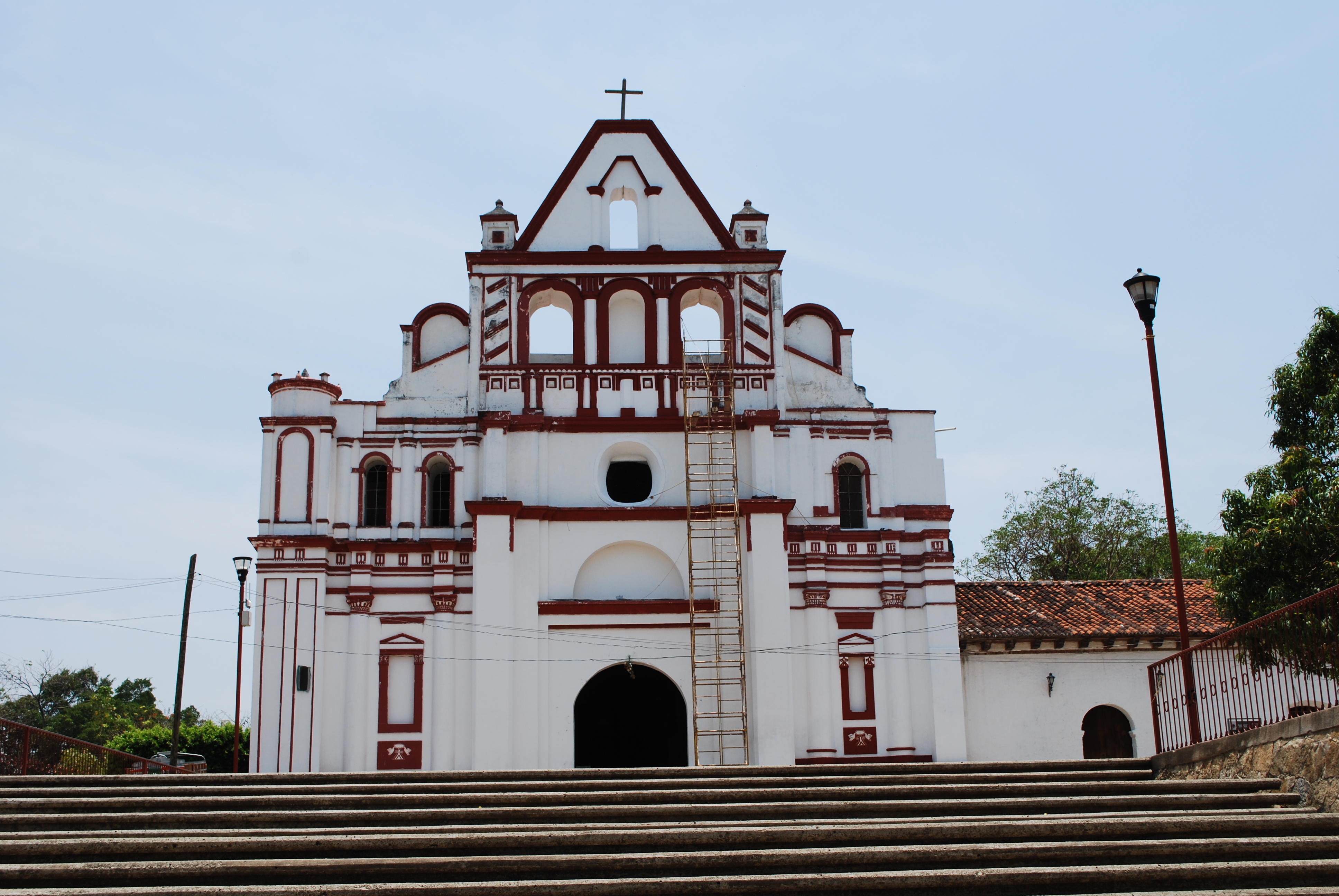
Церковь Святого Доминика
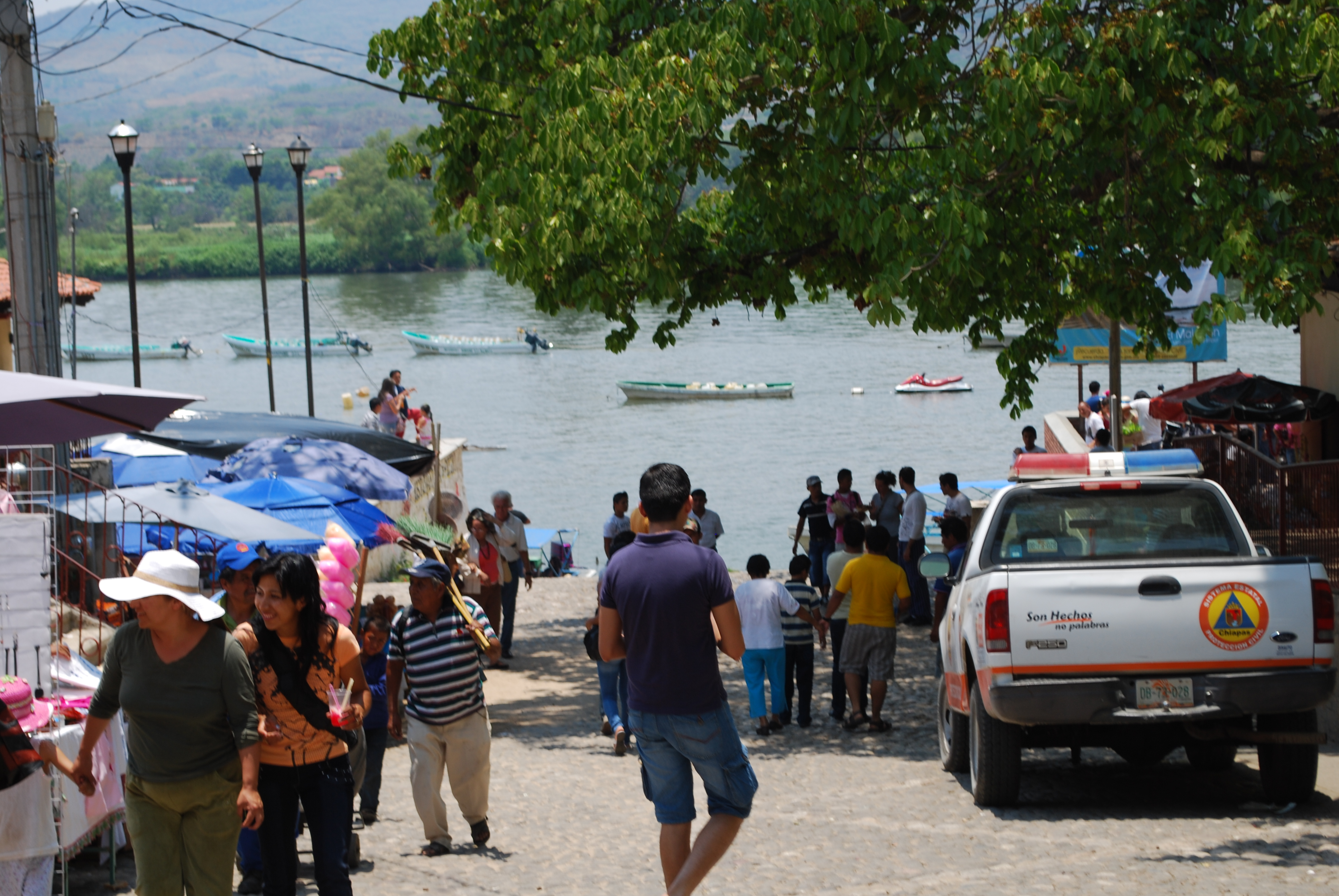
Набережная Грихальвы
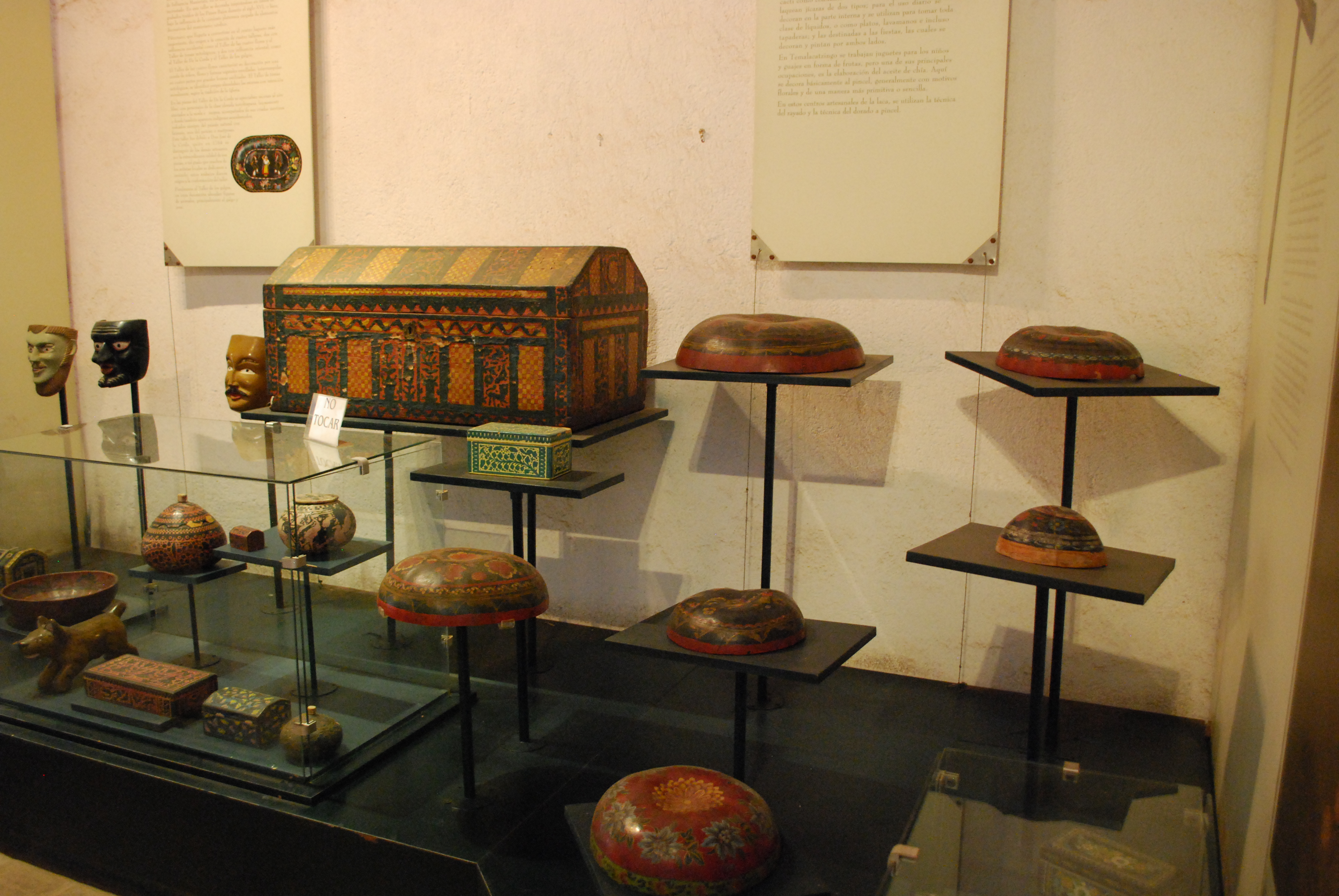
Экспонаты музея Лака
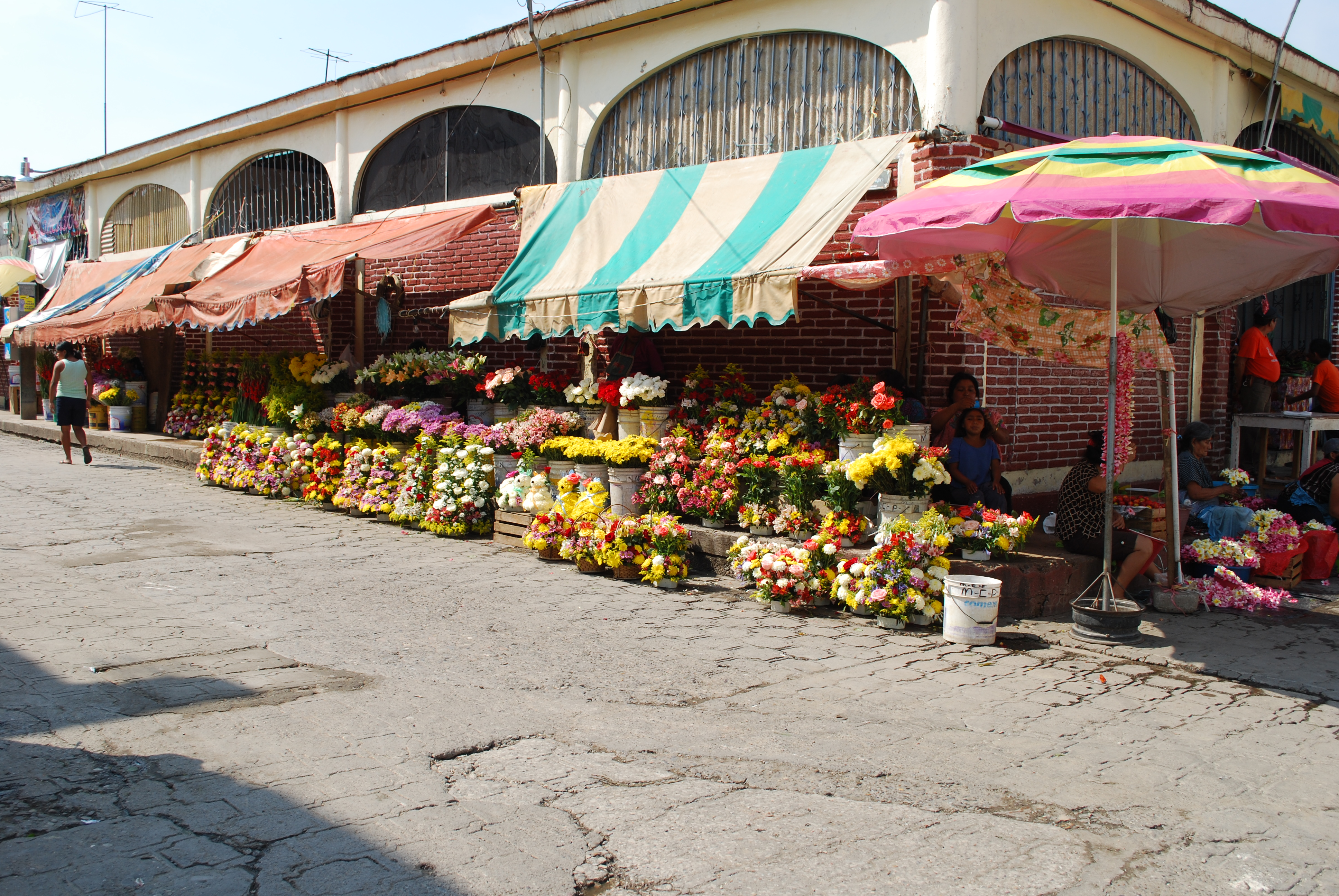
Торговля цветами
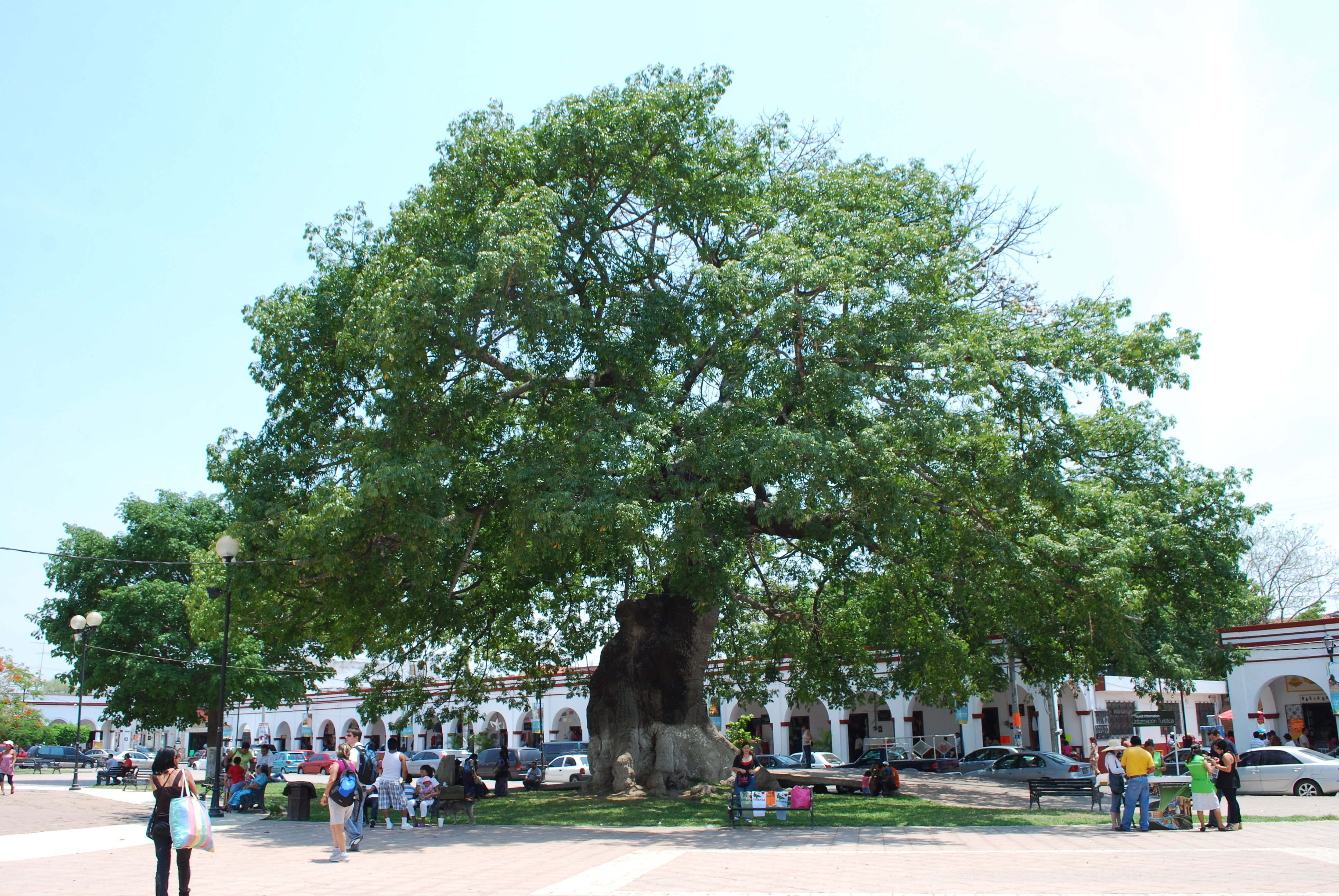
Почота — тысячелетнее дерево
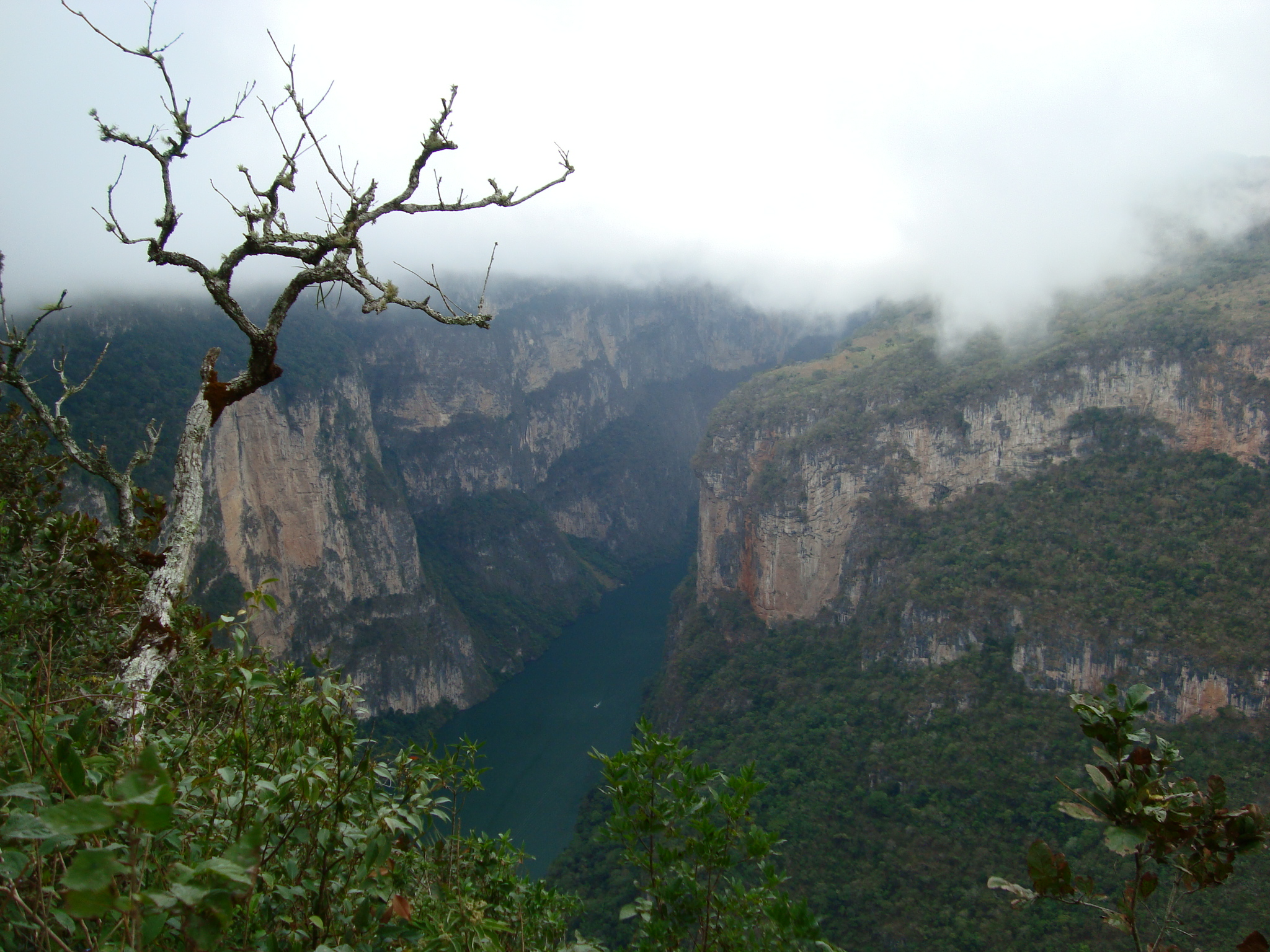
Каньон Сумидеро